# Acacia pruinescens
Acacia pruinescens är en ärtväxtart som beskrevs av Wilhelm Sulpiz Kurz. Acacia pruinescens ingår i släktet akacior, och familjen ärtväxter. Inga underarter finns listade i Catalogue of Life.